# Місто Давида (національний парк)

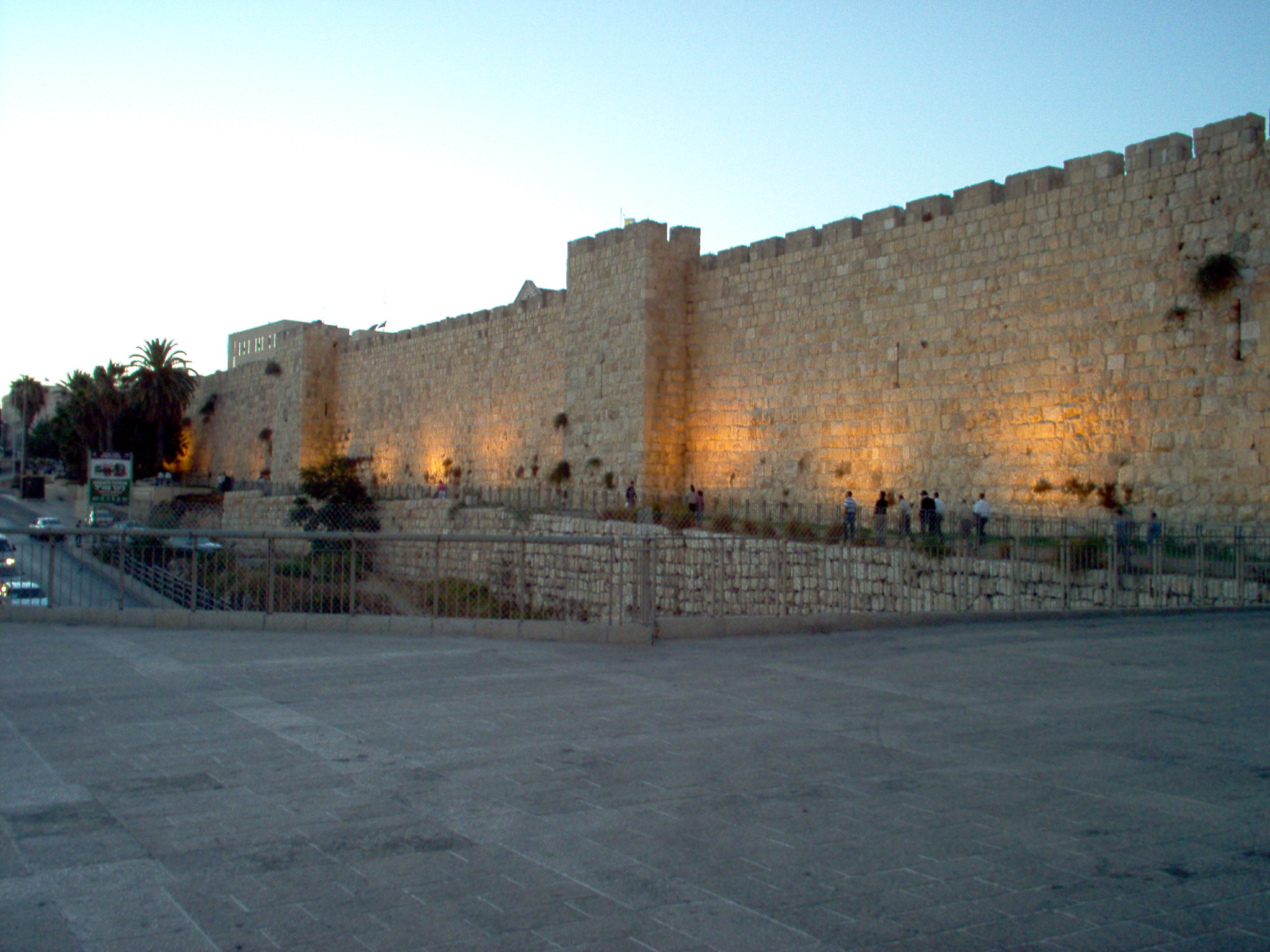
Старі міські стіни біля Яффських воріт.

Національний парк «Місто Давида» (івр. גן לאומי סובב חומות ירושלים), також відомий як національний парк «Стіни Єрусалима» — національний парк в Ізраїлі, розташований біля стін старого міста Єрусалима. Спершу його було створено для оточення старого міста з усіх боків, а також щоб розділити старе місто та новобудови навколо нього та водночас поєднати їх, тим самим запобігаючи будівництву навколо стін старого міста.
Національний парк межує з Містом Давида на півдні та національним парком Емек-Цурім на північному сході.
До території національного парку входять ворота до старого міста Єрусалима.

## Пам'ятки, розташовані на території національного парку
- Еспланада старого міста Єрусалима;
- Вежа Давида, у якій знаходиться музей історії Єрусалима та пам'ятки старовини;
- Гора Сіон, на якій розташована могила царя Давида, Палата Голокосту[en] та низка священних для християн місць, зокрема, Монастир Успіння Пресвятої Богородиці і Собор святого Якова.
- Цвинтарі: єврейський, християнський православний та протестантський[en].

## Археологія
У національному парку знаходяться важливі місця археологічних розкопок, зокрема, археологічний сад на пагорбі Офель, у якому розташовані археологічні знахідки від часів Храму Соломона до Османської епохи. У східній частині саду знаходиться мусульманське кладовище.
На заході і півдні старого міста знаходиться Геєнна.
До Кедронської долини, яка також розташована на території національного парку, входить низка поховальних споруд, серед яких є могила Авесалома і гробниця Захарії. 
Під північною стіною, між Дамаськими воротами та Воротами Ірода, знаходиться печера Зедекії. Дослідники вважають, що це кар'єр, який зберігся з часів царя Ірода.